# الملازم الشاب
الملازم الشاب هو فيلم من نوع جريمة أُصدر في 2005. الفيلم من إخراج كزافييه بوفوا، أما السيناريو فكان من كتابة كزافييه بوفوا و وسيدريك آنغر.

## القصة
تقع أحداث الفيلم في باريس.
بعد تخرجه من أكاديمية الشرطة كملازم ، يختار أنطوان مكانًا في فرقة تحري في حي مزدحم في باريس ، تاركًا زوجته الشابة في مسقط رأسهم لوهافر. المسؤول الجديد عن الفريق هو كارولين التي ، بعد أن فقدت ابنها الصغير بسبب التهاب السحايا ، انتقلت إلى الزجاجة. الآن بمفردها وتتعافى ، تهتم بمساعدها الشاب الحريص وفي لحظة هادئة يتشارك الاثنان معًا.
وهناك حادثتان مشابهتان قيد التحقيق ، وهما تعرض رجل بولندي ورجل إنجليزي للضرب والطعن بالسكاكين والقذف في النهر. يموت الرجل الأول لكن شاهدًا يقول إن المعتدي كان روسيًا ، بينما نجا الرجل الثاني ويمكنه تأكيد أنه روسي. بعد أن حصر عمل المباحث نطاق عنوان محتمل لمشتبه به رئيسي ، يذهب أنطوان وزميله للتحقيق. عندما يقول زميله إنه بحاجة للذهاب إلى المرحاض في الحانة المقابلة ، يمضي أنطوان بمفرده ويُطعن بالسكين حتى الموت.
كارولين تشعر بالخزي بسبب فشل فريقها وفقدان مجند شاب قيِّم ، بينما تُطرد زميلتها. بعد أمسية سيئة عندما تشتري الجن لنفسها وتذهب إلى منزل حبيبها السابق ، تستعيد طاقتها وتصميمها على الإمساك بالقاتل. يحدد عمل المباحث المطول زميلًا ، يتم القبض عليه ويتم مراقبة هاتفه المحمول. مكالمات من القاتل تكشف أنه في نيس. تحلق كارولين هناك ، تراقب الشرطة المحلية وهي تقتحم المبنى. عندما قفز القاتل من النافذة ، قتله كارولين برصاصتين من مسدسها.

## طاقم التمثيل
- اوليفييه شنايدر  [لغات أخرى]‏
- Antoine Chappey [الإنجليزية]‏
- انيك لي جوف  [لغات أخرى]‏
- بروس مايرز [الإنجليزية]‏
- Foued Mansour  [لغات أخرى]‏
- جيروم بيرتن  [لغات أخرى]‏
- بيير أوسيدات
- Riton Liebman [الإنجليزية]‏
- Rémy Roubakha  [لغات أخرى]‏
- جان بول سالومي
- Yaniss Lespert  [لغات أخرى]‏
- رشدي زيم
- كارولين شانبتييه
- جاليل لسبرت
- جاك بيرين

## الاستقبال

### الجوائز والترشيحات
جوائز سيزار (فرنسا)
فازت: أفضل ممثلة - دور قيادي (ناتالي باي)
رشح: أفضل ممثل - دور داعم (روشدي زم)
رشح: أفضل مخرج
رشح: أفضل فيلم
تم ترشيحه: أفضل كتابات (كزافييه بوفوا و Guillaume Bréud و Jean-Eric Troubat)
جوائز السينما الأوروبية
رشحت: أفضل ممثلة - دور قيادي (ناتالي باي)
مهرجان البندقية السينمائي (إيطاليا)

فاز: (كزافييه بوفوا) Label Europa Cinemas

## وصلات خارجية
- الملازم الشاب على موقع IMDb (الإنجليزية)
- الملازم الشاب على موقع ميتاكريتيك (الإنجليزية)
- الملازم الشاب على موقع روتن توميتوز (الإنجليزية)
- الملازم الشاب على موقع نتفليكس (الإنجليزية)
- الملازم الشاب على موقع ألو سيني (الفرنسية)
- الملازم الشاب على موقع Turner Classic Movies (الإنجليزية)
- الملازم الشاب على موقع أول موفي (الإنجليزية)
- الملازم الشاب على موقع بوكس أوفيس موجو (الإنجليزية)
- الملازم الشاب على موقع فيلمافينيتي (الإسبانية)
- الملازم الشاب على موقع قاعدة بيانات الأفلام السويدية (السويدية)